# IC 1058
IC 1058 ist eine Spiralgalaxie vom Hubble-Typ Sbc im Sternbild Bärenhüter am Nordsternhimmel. Sie ist rund 504 Millionen Lichtjahre von der Milchstraße entfernt.
Das Objekt wurde am 27. Juni 1892  von Stéphane Javelle entdeckt.